# Maphalaleni
Maphalaleni – inkhundla w Dystrykcie Hhohho w Królestwie Eswatini. Według spisu powszechnego ludności z 2007 r. zamieszkiwało go 19 454 mieszkańców. Inkhundla dzieli się na dziewięć imiphakatsi: Emcengeni, Emfeni, Entsanjeni, Esitseni, Kasiko, Mabeleni, Madlolo, Maphalaleni, Nsingweni.